# 黃重期
黃重期（？—），台灣生物學家，現任教於國立高雄大學生命科學系，以研究蝸牛聞名。

## 學經歷
黃重期是國立中山大學生物系學士、生命科學研究所碩士、英國伦敦国王学院生命科學系博士。曾在行政院農業委員會水產試驗所擔任博士後研究員，並曾任教於大葉大學生物資源系。現任教於國立高雄大學生命科學系。

## 研究
生態學、演化學、生物多樣性、族群遺傳學、系統學與分類學、醫學昆蟲學、陸棲無脊椎動物學。
黃重期以研究蝸牛聞名，已發現墾丁高口蝸（Hypselostoma kentingensis）等二十餘種新種蝸牛。
另於內家武術與羅漢拳亦有鑽研，為宗岳門太極拳館長，並與其父合著《順武堂太祖羅漢拳武術精華──吳居所傳彰化系統》

## 外部連結
- 國立高雄大學黃重期網頁